# لويس ألبرتو روزاليس
لويس ألبرتو روزاليس (بالإسبانية: Luis Alberto Rosales)‏ هو لاعب كرة قدم مكسيكي في مركز الوسط، ولد في 13 أكتوبر 1998 في تولوكا في المكسيك. لعب مع Potros UAEM ‏.